# عنصرى أبو القاسم حسن
عنصرى، أبو القاسم حسن، (بالفارسية: عنصری بلخی) (و. 980 – 1039 م) هو شاعر، وكاتب إيراني، ولد في بلخ، توفي في غزنة، عن عمر يناهز 59 عاماً.